# Bhoovanahalli, Channarayapatna
Bhoovanahalli là một làng thuộc tehsil Channarayapatna, huyện Hassan, bang Karnataka, Ấn Độ.